# Alceste (Gluck)
Alceste és una òpera en tres actes de Christoph Willibald Gluck, amb llibret de Ranieri de' Calzabigi basat en Alcestes d'Eurípides. S'estrenà al Burgtheater de Viena el 26 de desembre de 1767. A Catalunya, s'estrenà el 31 de maig de 1889 al Teatre Líric de Barcelona.

## Origen i context
Una altra òpera emblemàtica del seu repertori. En el pròleg, i dedicatòria al Duc de Toscana, formulà les seves idees respecte a la seva pretesa reforma de l'òpera: "Quan em vaig posar a escriure la música per Alceste, vaig resoldre en diferir enterament de tot abús, introduït tant per l'errònia vanitat dels cantants com per l'exagerada complaença dels compositors, que han desfigurat en gran manera l'òpera italiana i han fet dels més esplèndids i bells espectacles els més ridículs i tediosos entreteniments. He procurat restringir la música al seu veritable ofici de servir la poesia per mitjà de l'expressió, seguint les situacions de l'argument, sense interrompre l'acció ni ofegant amb inútils i superflus ornaments, i crec que s'hauria de fer així, de la mateixa manera que l'elecció de colors afecta una correcta i ben ordenada pintura, amb un ben classificat contrast de llum i ombra, que serveix a l'animació de les figures sense alterar els seus contorns ".	